# Richard Cox (acteur)
Pour les articles homonymes, voir Cox et Richard Cox.
Richard Cox Zuckerman est un acteur américain né le 6 mai 1948 à New York.

## Biographie
Richard Cox étudie le théâtre à l'université Yale à New Haven, Connecticut. Il fait ses débuts à Broadway en 1972, notamment dans La Conversion du capitaine Brassbound de George Bernard Shaw aux côtés d'Ingrid Bergman. Il entame ensuite sa carrière au cinéma en 1974 où il joue dans un film d'horreur, La Reine du mal, premier long-métrage d'Oliver Stone. Il joue l'un de ses principaux rôles en 1980 dans La Chasse de William Friedkin avec Al Pacino.
Au début des années 1980, il se fait assez rare au cinéma mais fait de nombreuses apparitions à la télévision, Les Enquêtes de Remington Steele, Magnum, Simon et Simon.
Alternant télévision et cinéma, on le retrouve entre-autres dans New York, police judiciaire, Star Trek : La Nouvelle Génération, plus récemment dans le documentaire Wilde Salomé de et avec Al Pacino ou encore Alpha House en 2013 et Flynn Carson et les Nouveaux Aventuriers en 2015.

### Vie privée
Fils de Rosanna Cox Zuckerman et de Gabriel Zuckerman, Richard Cox épouse en 1994 Joanna Maria Heimbold.

## Filmographie partielle
- 1974 : La Reine du mal d'Oliver Stones
- 1977 : Between the Lines de Joan Micklin Silver
- 1980 : La Chasse de William Friedkin : Stuart Richards
- 1987 : Zombie High de Ron Link
- 2010 : Radio Free Albemuth de John Alan Simon